# Djurgymnasiet

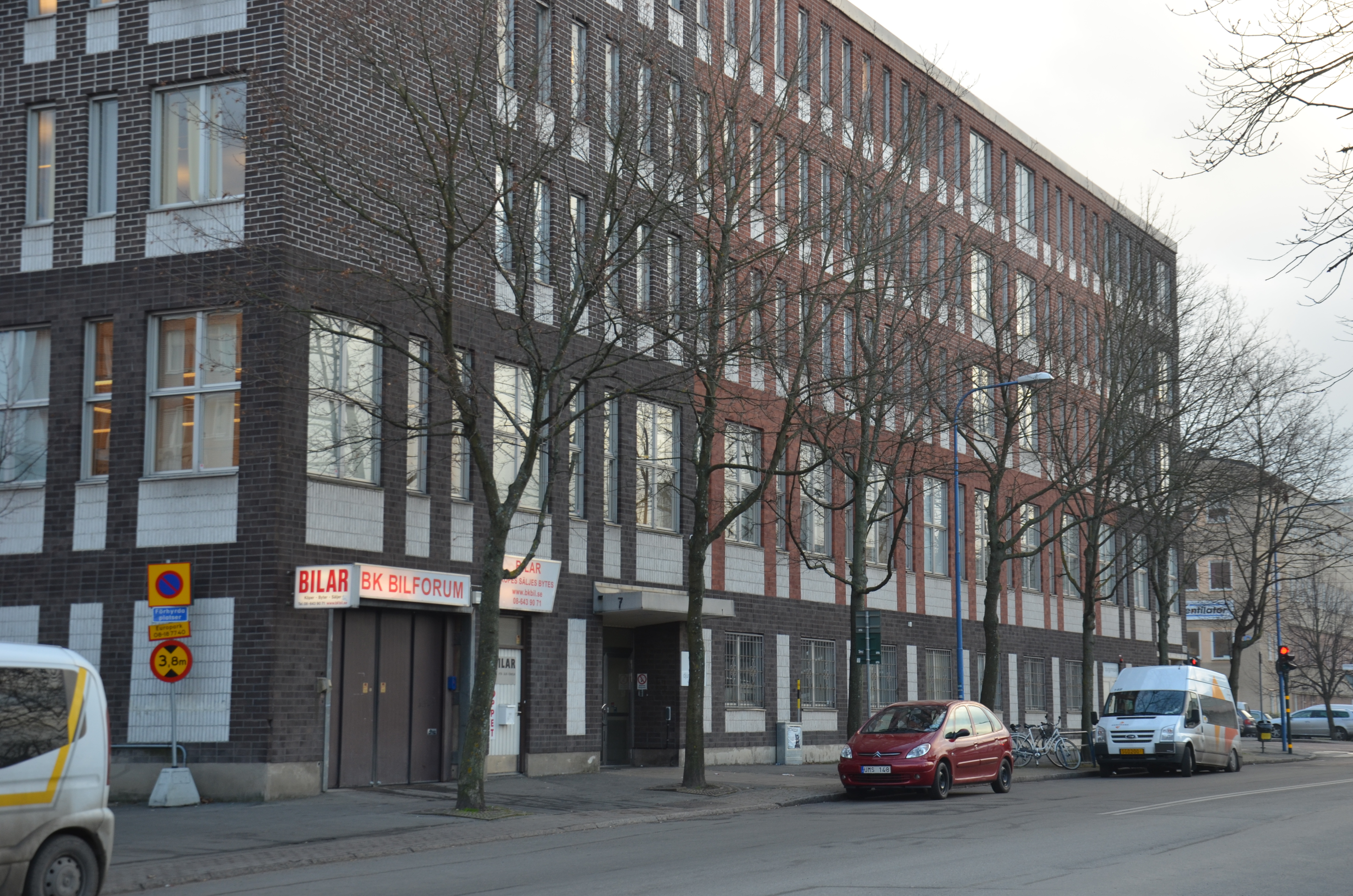
Djurgymnasiet

Djurgymnasiet är en friskola på gymnasienivå i kvarteret Tryckeriet i stadsdelen Liljeholmen i Stockholms kommun.
Djurgymnasiet, som startade 2002, erbjuder naturbruksprogrammet med inriktningen djurvård. Utbildningen har utvecklats från Sveriges första utbildning för djurskötare i djurparker, senare kallad djurvårdarlinjen. 
Gymnasiet ger grundläggande behörighet för högskolestudier.